# 230 État 401 à 441
Les 230 État 401 à 441 sont des locomotives à tender séparé de la Compagnie des chemins de fer de l'État, affectées aux trains de voyageurs et de marchandises.

## Histoire
La série de 40 locomotives est constituée de machines livrées par la SACM en 1922 à la compagnie d'Orléans sous les numéros 4271 à 4311 et rétrocédées en 1934 aux chemins de fer de l'État. Elles sont alors immatriculées 230 401 à 441.
En 1938, elles deviennent à la SNCF 230 K 401 à 440. Les dernières machines de cette série disparaissent dans les années 1960.

## Caractéristiques
Longueur : 11,4 m
Poids en charge: 67,8 t
Timbre: 12 kg
Surface de grille : 2,7 m2
Surface de chauffe: 163,6 m2
Diamètre des roues (motrices): 1750 mm
Diamètre des roues (porteuses): 820 mm
Dimensions des cylindres, alésage x course: 500 x 650 mm
Vitesse maximum: 100 km/h